# Antarctic-Canyon
Koordinaten: 71° 30′ S, 41° 15′ W
Der Antarctic-Canyon ist ein Tiefseegraben im antarktischen Weddell-Meer.
Benannt ist er wahrscheinlich nach dem norwegischen Walfangschiff Antarctic, das zwischen 1984 und 1995 hier auf Erkundungsfahrten operiert hatte.